# Anion
Ánion je ion z negativnim električnim nabojem, ki pri elektrolizi potuje proti anodi (pozitivno nabiti elektrodi). Nasprotno predznačen ion je kation.
V anorganski kemiji anione lahko delimo na več skupin. Poznamo enostavne, enoatomne anione, kot so halogenidi, večatomne anorganske anione (cianid, tiocianat, azid ...), anionske koordinacijske spojine, nekoordinirajoče anione, ipd. Splošna formula aniona (v tem primeru kloridnega) je Cl + 1e → Cl−.

## Poimenovanje
Imena enoatomskih anionov tvorimo s pripono -id, ki jo dodamo poslovenjenemu latinskemu (skrajšanemu) imenu elementa, npr. Cl− – kloridni anion (klorov ion je Cl+), O−2 – oksidni ion. Tudi nekateri večatomni anioni se poimenujejo s pripono -id (npr. OH− – hidroksidni ion, CN− – cianidni ion), še zlasti, kadar gre za atome istega elementa (NH−3 – azidni ion, I−3 – trijodidni ion). Sicer pa se lahko večatomni anioni s stališča nomenklature obravnavajo kot kompleksi in jih poimenujemo tako, da korenu latinskega imena osrednjega atoma dodamo končnico -at (SO2−4 – sulfatni ion, NO−3 – nitratni ion, CO−3 – karbonatni ion).